# Mancha Real, Jaén
Mancha Real este un oraș din Spania, situat în provincia Jaen din comunitatea autonomă Andaluzia. Are o populație de 10.431 de locuitori.
1. ↑  Nomenclátor Geográfico de Municipios y Entidades de Población (20240402 edition)